# Renkum
Renkum là một đô thị ở tỉnh Gelderland, Hà Lan. Đô thị này có diện tích đất 46,02 ki-lô-mét vuông, dân số đến thời điểm 1/1/2007 là 31.640 người

## Các trung tâm dân cư
- Doorwerth
- Heelsum
- Heveadorp
- Oosterbeek
- Renkum
- Wolfheze